# Orgel- und Harmonium-Museum
Het Harmonium- & Orgel-Museum is een museum in Liestal in het Zwitserse  kanton Basel-Landschaft.
De interesse voor harmoniums en orgels kreeg de oprichter, Dieter Stalder, dankzij een harmonium in het klaslokaal van zijn lagere school. Uit interesse schroefde hij deze een keer in de middagpauze aan de achterkant open. Op zijn 21e bouwde hij zijn eerste pijporgel.
Toen hij een advertentie in de krant plaatste met de vraag om overtollige harmoniums, kreeg hij daar zestien reacties op en was een begin gemaakt aan zijn verzameling. Aanvankelijk bracht hij zijn verzameling onder in de Matthäuskirche in Bazel, waar hij organist was. Toen de ruimte hier te klein werd, bouwde hij een chalet naast zijn woning.
Hier opende hij in 1992 het museum, waar hij een collectie muziekinstrumenten toont en muzikale demonstraties geeft. In 1994 werd hij onderscheiden met de Kantonalbankpreis met een prijzengeld van 30.000 Zwitserse frank. In het museum worden 150 tot 200 instrumenten getoond. Daarnaast staan er ook nog muziekinstrumenten in zijn huis en zijn er een vijftigtal orgels opgeslagen.